# Hendrika van Gelder
Hendrika van Gelder, née à Amsterdam le 7 mai 1870 et morte à Sobibór le 7 mai 1943, est une peintre et dessinatrice néerlandaise.

## Biographie
Hendrika van Gelder, Riekie pour ses intimes, est la fille d'Abraham van Gelder, marchand d'or et d'argent, et de Reintje Simons. Van Gelder souhaite devenir artiste, mais sur les conseils de ses parents, elle entre à la "Dagteekenschool voor Meisjes" pour apprendre un métier. Elle suit les cours de peinture de Jo Stumpff et apprend la sculpture auprès de Rien Hack. Après avoir obtenu son certificat de dessin en 1900, elle entre en contact avec le peintre Eduard Frankfort, qui la prend sous son aile comme apprentie. Elle suit également les cours d'Henriette Asscher. En 1925, l'hebdomadaire juif De Vrijdagavond la qualifie de « portraitiste douée ». Outre des portraits, elle peint et dessine des natures mortes (de fleurs), des intérieurs, des paysages et des paysages urbains.
Van Gelder rejoint l'Association des artistes d'Amsterdam Sint Lucas (1908), les Arti et Amicitiae (1909) et De Onafhankelijken (1938). Elle participe à diverses expositions collectives, De Vrouw 1813-1913 et au Pulchri Studio. En 1933, elle s'installe dans l'un des studios de la Zomerdijkstraat. Durant l'hiver 1939-1940, elle participe à l'exposition « Notre art d'aujourd'hui » au Rijksmuseum d'Amsterdam avec un portrait au pastel, une peinture avec des violons et deux paysages urbains de Menton.

### Seconde Guerre mondiale
En 1941, Arti et Amicitiae rejoint la Chambre de culture néerlandaise. Quinze membres juifs sont expulsés sur ordre des forces d'occupation. Outre Van Gelder, il s'agit de Maria Boas-Zélander, Charlotte Boom-Pothuis, Moos Cohen, Max van Dam, Marianne Franken, Salomon Garf, Felix Hess, Jaap Kaas, Baruch Lopes de Leao Laguna, Martin Monnickendam, Marinus van Raalte, Mommie Schwarz, David Schulman et Jo Spier. Seuls Kaas, Schulman et Spier survivent à la guerre. Boom et Monnickendam meurent à Amsterdam, les autres périssent dans les camps de concentration.
En 1942, Van Gelder fournit trois tableaux, dont la nature morte Symboles de la foi juive, pour une exposition-vente organisée par la Van Leerstichting pour soutenir les artistes juifs. Ce dernier tableau est acheté pour la synagogue principale du pays. Un deuxième exemplaire est entré dans la collection du Musée historique juif par l'intermédiaire d'un particulier en 2003. Ce sont probablement ses dernières peintures. Quelques mois plus tard, les occupants décident d'utiliser le Hollandsche Schouwburg comme lieu de rassemblement et de déportation. Hendrika van Gelder est arrêtée en raison de son origine juive. Elle meurt dans le camp d'extermination de Sobibór en 1943, le jour de son 73e anniversaire. À titre posthume, ses œuvres ont été présentées lors des expositions commémoratives « Kunst in het harnas » (1945) au Stedelijk Museum d'Amsterdam et « Rebel, Mijn Hart » (1995) à la Nieuwe Kerk d'Amsterdam.

## Galerie

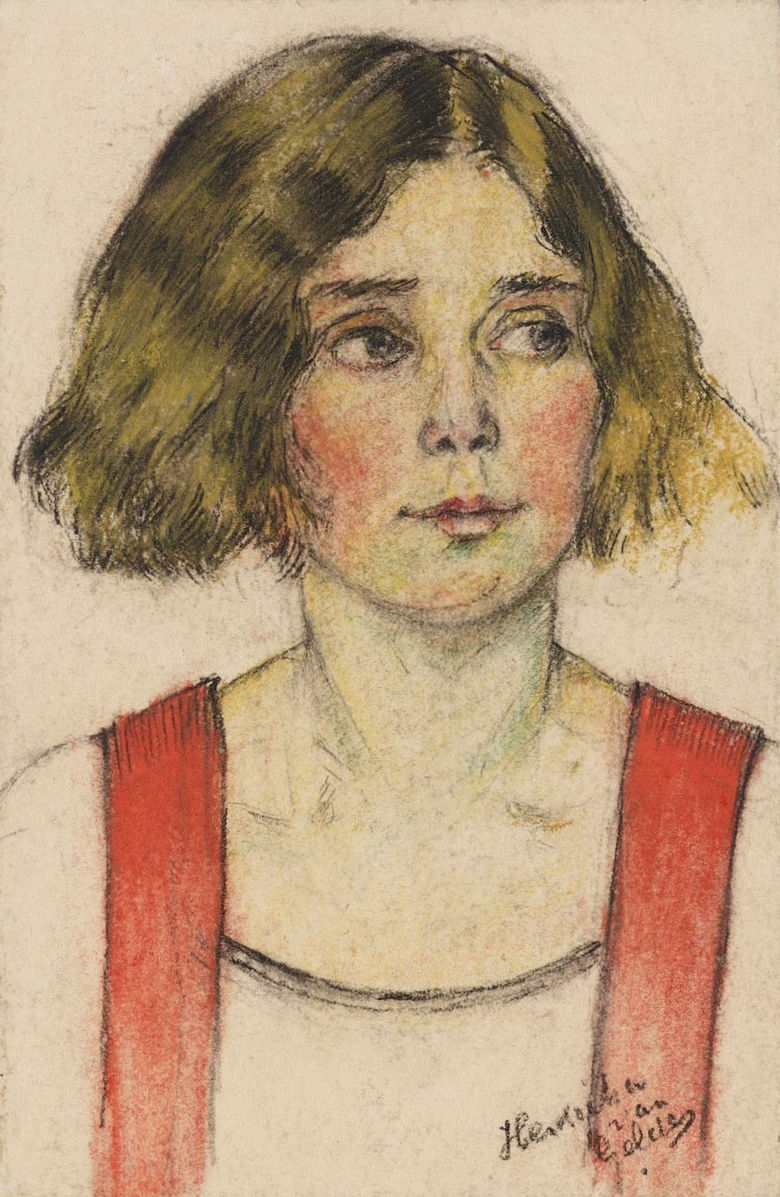
Portrait d'une jeune fille, collection du Musée Teylers.
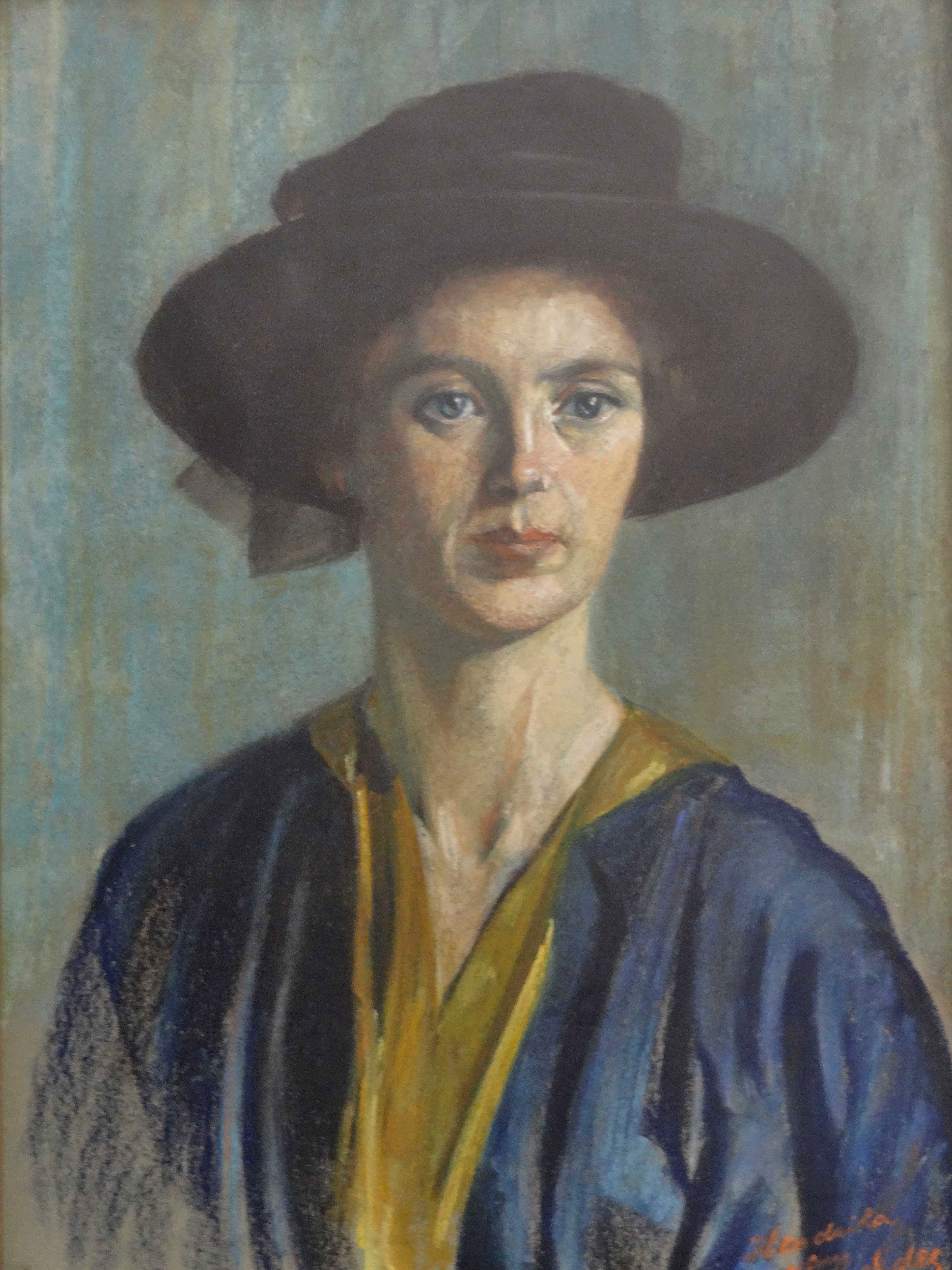
Portrait au pastel de Jo Simons-van Hamersveld (1913), collection privée.
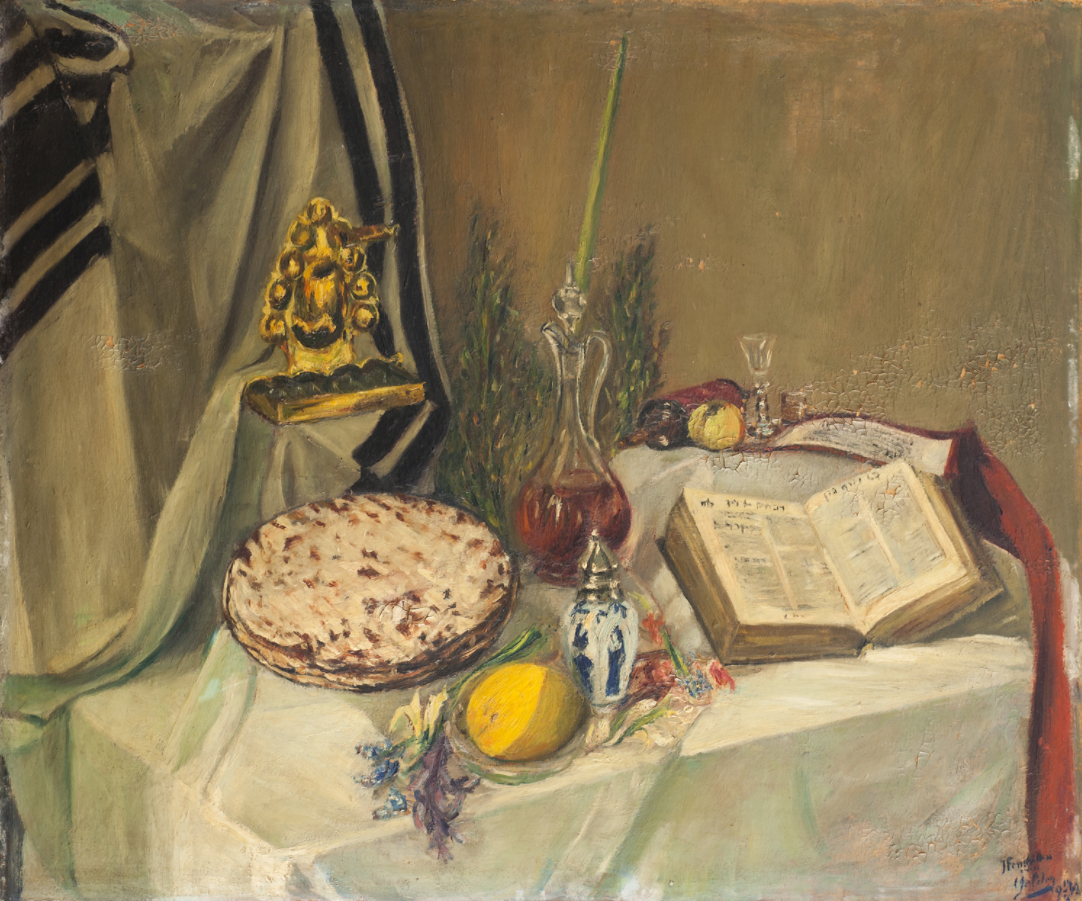
Symboles de la foi juive (1942), collection du Musée historique juif.